# Федорчук Сергій Володимирович
Сергій Володимирович Федорчук (нар. 17 вересня 1976, Львів, Україна) — український футболіст та футзаліст, півзахисник. Зіграв 5 матчів у вищому дивізіоні чемпіонату Молдови, а також грав за професіональні футбольні клуби України та Росії та виступав у вищій лізі України з футзалу.

## Життєпис
Розпочав дорослу кар'єру 1995 року в складі молдовського клубу «Чухур» з Окниці, який виступав у першому дивізіоні Молдови. У 1996—1997 роках грав у вищому дивізіоні Молдови за кишинівський «Агро», виходив на поле у п'яти матчах. Надалі виступав у другій лізі України за «Миргород», а також на аматорському рівні за «Дністер» (Новодністровськ). У 1999 році разом із разом Віталієм Рижковим та Михайлом Сомиком, з якими раніше грав у Молдові та в «Дністрі», перейшов до російського «КАМАЗ-Чалли» і зіграв 5 матчів у другому дивізіоні Росії.
У сезоні 2000/01 років виступав у чемпіонаті України з футзалу за запорізьку «Дніпроспецсталь», команда стала бронзовим призером чемпіонату. 2001 року перейшов до новоствореного клубу «Енергія» (Львів), з яким піднявся з першої ліги до вищої.
Після закінчення професійної кар'єри працював державним інспектором поштового відділу Львівської митниці. Виступав за збірну митниці з футзалу, а станом на 2016 рік працював її тренером. Ставав призером чемпіонату України серед митників та брав участь у міжнародних турнірах